# Борисов, Борис Алексеевич
Борис Алексеевич Борисов (1 февраля 1903, Ярославская губерния — 8 марта 1981, Москва) — в период обороны Севастополя 1941—1942 годов первый секретарь Севастопольского горкома ВКП(б), председатель городского комитета обороны.

## Биография
Родился 1 февраля 1903 года в Ярославской губернии. По окончании начальной школы поступил в городское училище, где учился с 1914 по 1918 год. Закончив обучение работал в конторе фабрики Сакиных. Вступил в комсомол.
Из-за болезни переехал в Тамбовскую губернию, работал конторщиком на заводе «Красный боевик». По мобилизации был призван в коммунистический отряд, участвовал в ликвидации «кулацко-эсеровских банд». В составе продотряда прошёл Кирсановский уезд Тамбовской губернии, сопровождая обозы с отобранным у местных жителей зерном, охранял склады с сельскохозяйственной продукцией, подавлял бунты, был ранен. Когда отряд был разгромлен, попал в плен, но был освобождён бойцами Красной армии. По состоянию здоровья уволен с военной службы и вернулся на фабрику конторщиком.
После окончания Гражданской войны два года возглавлял в Ярославле спортивное общество «Спартак». С 1924 года в части особого назначения, охранял военные объекты, участвовал в патрулировании по городу, вступил в РКП(б), исполнял обязанности уволенного секретаря комсомольской организации фабрики «Красные ткачи» № 1 и № 2.
С осени 1925 года в ВМФ (Балтийский флот). Окончил Кронштадтскую артиллерийскую школу, служил на линейном корабле «Октябрьская революция». По окончании обучения получил воинское звание старшина, направлен на Черноморский флот в отдельный дивизион подводных лодок в Севастополь.
В Севастополе, кроме службы на флоте, много занимался спортом, неоднократно на первенствах по легкой атлетике занимал первые, вторые и третьи места, участвовал во всеармейских и всесоюзных соревнованиях. Решением командования выполнял обязанности политгруповода, был избран членом бюро парторганизации, а затем секретарём партийной организации базы.
После увольнения из флота в звании капитана 2-го ранга направлен в распоряжение Крымского обкома партии, где работал агитпроморганизатором на железнодорожном узле, с 1930 года секретарём партийной организации Союза потребительских обществ Крыма, был членом горкома партии Симферополя, возглавлял агитационно-массовый отдел, с 1933 года — секретарь парткома Камышбурунстроя.

Могила Борисова на кладбище Коммунаров в Севастополе.

В марте 1936 года вернулся на работу в Симферопольский горком партии в качестве секретаря, занимался промышленностью, транспортом, организационно-партийной деятельностью. С 1938 года — второй секретарь Карасубазарского райкома партии, позже заведующий военным отделом областного комитета партии. По ходатайству городского и флотского актива в начале 1940 года занял должность первого секретаря Севастопольского городского комитета партии.
На протяжении 250-дневной обороны Севастополя (12 сентября 1941 — 9 июля 1942) находился в городе и руководил им. С 26 октября возглавлял городской комитет обороны. Организовывал спецкомбинат, работу Севморзавода по ремонту повреждённых кораблей, строительство оборонительных сооружений, госпиталей, производство боеприпасов и оружия, создание местной противовоздушной обороны и многое другое.
В последнем рейсе в июне 1942 года на подлодке Л-23 из Севастополя эвакуировались руководящие работники горкома партии во главе с первым секретарем Б. А. Борисовым, контр-адмирал В. Г. Фадеев, капитан 1-го ранга А. Г. Васильев, командир 7-й бригады морской пехоты полковник Е. И. Жидилов, начальник политотдела Приморской армии бригадный комиссар Л. П. Бочаров.
3 июля прибыл в Новороссийск и был направлен в распоряжение ЦК ВКП(б). Исполнял обязанности второго секретаря горкома Иваново. До освобождения Крыма и Севастополя в аппарате ЦК занимался подбором кадров для Крыма и некоторых областей Украины. С января 1944 года работал в Полтаве, Харькове, Днепропетровске, Кировограде, Запорожье, Павлограде и других городах Украины. Затем работал во Владивостоке, Владимире и других городах Советского Союза.
После войны написал ряд книг, в основном посвящённых обороне Севастополя: «Записки секретаря горкома», «Подвиг Севастополя», «Севастопольская быль», «Севастопольцы не сдаются», «Дети Севастопаля», «Я всё вынесу», «Школа жизни», «За родной Севастополь». В 70 лет защитил кандидатскую диссертацию и получил учёную степень кандидата исторических наук.
В 1956 году по состоянию здоровья ушёл на пенсию. Умер 8 марта 1981 года в Москве, где провёл последние годы жизни. Похоронен согласно завещанию в Севастополе — на кладбище Коммунаров.
Кавалер орденов Ленина и Красного Знамени, медалей «За оборону Севастополя», «За победу над Германией» и др. С 25 октября 1967 года почётный гражданин Севастополя.

## В искусстве
В художественном фильме «Море в огне», снятом в 1970 году на киностудии «Мосфильм» режиссёром Л. Н. Сааковым, роль Б. А. Борисова исполняет актёр Николай Алексеев.

## Мемуары
- Борисов Б.А. Школа жизни. — М.: Политиздат, 1971. — 367 с.